# Выборы президента Чувашской Республики (1991)
Выборы президента Чувашской республики прошли в два тура 8 и 22 декабря 1991 года. Во второй тур вышли председатель Госкомитета РСФСР по делам национальностей Леонид Прокопьев и Атнер Хузангай, однако ни один из них не набрал большинства голосов, поэтому президент республики не был избран. Исполняющим обязанности президента стал председатель Верховного совета Эдуард Кубарев. Одновременно с президентом избирался также вице-президент.

## Предыстория
Должность президента Чувашской Республики была введена решением Верховного Совета 29 августа 1991 года «Об учреждении поста Президента Чувашской ССР». «За» проголосовал 171 депутат из 200. Началась разработка пакета законопроектов по институциональному оформлению президентства как формы государственного устройства республики. 17 октября были приняты законы о Президенте Чувашской ССР и Закон о выборах Президента Чувашской ССР. Однако социологические исследования показывали, что население республики не воспринимало происходящию реформу.

## Избирательная система
Президент Чувашии избирался сроком на 5 лет. Им мог стать любой гражданин в возрасте от 30 до 60 лет, владеющий языками Чувашской ССР и обладающий избирательным правом. Был установлен запрет контроля над волеизъявлением граждан, выборы назначались Верховным Советом Чувашской ССР. Право выдвигать кандидатов принадлежало политическим партиям, профсоюзам и общественно-политическим движениям. Для регистрации кандидату было необходимо собрать 10 000 подписей граждан в свою поддержку. Избранным считался кандидат, набравший более 50%. Выборы могли быть признаны недействительными в случае недостижения явки порога в 50%, а также в случае наличия в бюллетене одного кандидата, таким образом по закону, выборы могли проходить на безальтернативной основе. Второй тур мог быть проведён, если в первом туре участвовало более двух кандидатов и он должен был проводиться не позже чем через две недели после первого голосования. В случае признания итогов голосования недействительными или несостоявшимися, избирательная комиссия назначала новые выборы, которые проходили в течение двух месяцев.

## Кандидаты
| Кандидат           | Должность на момент выдвижения                                                                                     | Субъект выдвижения                      | Статус                                          |
| ------------------ | --- | --------------------------------------- | ----------------------------------------------- |
| Атнер Хузангай     | Председатель постоянной комиссии Верховного Совета Чувашии по культуре, развитию языка и межнациональных отношений | Чувашское национальное возрождение      | зарегистрирован                                 |
| Владимир Федоров   | Председатель оргкомитета чебоксарсих МЖК                                                                           |                                         | отказ в регистрации (не собрал 10 000 подписей) |
| Владислав Алексеев | Предприниматель | координатор «Демократической Чувашии»   | отказ в регистрации (не собрал 10 000 подписей) |
| Лев Кураков        | Ректор университета                                                                                                |                                         | отказ в регистрации (не собрал 10 000 подписей) |
| Леонид Прокопьев   | Председатель Государственного комитета РСФСР по делам национальностей                                              |                                         | зарегистрирован                                 |
| Николай Зайцев     | Глава правительства Чувашской Республики                                                                           |                                         | отказался от участия                            |
| Пётр Ивантаев      | Глава профсоюза работников агропромышленного комплекса                                                             | Крестьянский союз                       | зарегистрирован                                 |
| Эдуард Кубарев     | Председатель Верховного Совета                                                                                     | поддержан Демократической альтернативой | зарегистрирован                                 |

## Результаты
| Место                             | Место                             | Кандидат                          | Первый тур | Второй тур |  |
| Место                             | Место                             | Кандидат                          | %          | %          |  |
| --------------------------------- | --------------------------------- | --------------------------------- | ---------- | ---------- |  |
|                                   | 1.                                | Атнер Хузангай                    | 20,2%      | 46,4%      |  |
|                                   | 2.                                | Леонид Прокопьев                  | 28,3%      | 43,1%      |  |
|                                   | 3.                                | Эдуард Кубарев                    | 13,7%      |            |  |
|                                   | 4.                                | Пётр Ивантаев                     | 13,2%      |            |  |
|                                   | 5.                                | Против всех                       | 19,6%      | —          |  |
| Число недействительных бюллетеней | Число недействительных бюллетеней | Число недействительных бюллетеней | 5,0%       | —          |  |

## Последствия
Вдальнейшем исполняющий обязанности Кубарев принимал меры для того, чтобы отложить назначение новых выборов президента, так, Верховный Совет Чувашской ССР установил мораторий на новые выборы, который действовал до декабря 1992 года, позже выборы вновь отложили, мораторий был отменён 21 октября 1993 года на XVI сессии Верховного Совета. После снятия ограничения была назначена дата выборов — 12 декабря 1993 года, на которых победу во втором туре одержал Николай Фёдоров.